# Anna Marie Orleánská
Anna Marie Orleánská, francouzsky Anne Marie d'Orléans (27. srpna 1669 Saint Cloud, Francie – 26. srpna 1728 Turín, Itálie) byla členka francouzské královské rodiny z rodu Bourbon-Orléans, tedy rodem orleánská vévodkyně, sňatkem pak savojská vévodkyně a sicilská a sardinská královna.

## Biografie

### Původ, mládí
Mademoiselle de Valois, jak byla princezna zvána za svého mládí, se narodila jako nejmladší ze tří dětí vévody Filipa I. Orleánského a jeho první manželky Henrietty Anny Stuartovny. Jejími prarodiči ze strany otce byli Ludvík XIII. a Anna Rakouská, ze strany matky Karel I. Stuart a Henrietta Marie Bourbonská. Její bratr zemřel jako dvouleté dítě, starší sestra Marie Luisa se sňatkem se španělským králem Karlem II. stala španělskou královnou.
Pokřtěna byla 8. dubna roku 1670 v kapli Palais Royal (Královského paláce) v Paříži. Matku ztratila dva měsíce poté (Henrietta Anna Stuartovna zemřela 30. června 1670), když jí nebyl ještě ani rok. Její otec se poměrně záhy, 16. listopadu roku 1671, oženil podruhé, a to s Alžbětou Šarlotou Falckou, dcerou falckého lankraběte Karla I. Ludvíka. Nevlastní matka pečovala o Annu Marii i o její starší sestru s dojemnou starostlivostí, jako o své vlastní děti. Díky péči Liselotty i svého strýce, francouzského krále Ludvíka XIV., se dostalo Anně Marii prostřednictvím guvernantky markýzy de Clérambault vychování tehdy obvyklého pro dívky z knížecích domů. Zahrnovalo cestování, stejně jako výuku jazyků, krásná umění, jízdu na koni, ruční práce, zpěv, etiketu, tanec a genealogii. Se svou starší sestrou tvořily nerozlučnou dvojici a desetiletá Anna Marie nesla velmi těžce, když se v roce 1679 Marie Luisa provdala do Španělska a sestry se musely rozloučit.

### Manželství

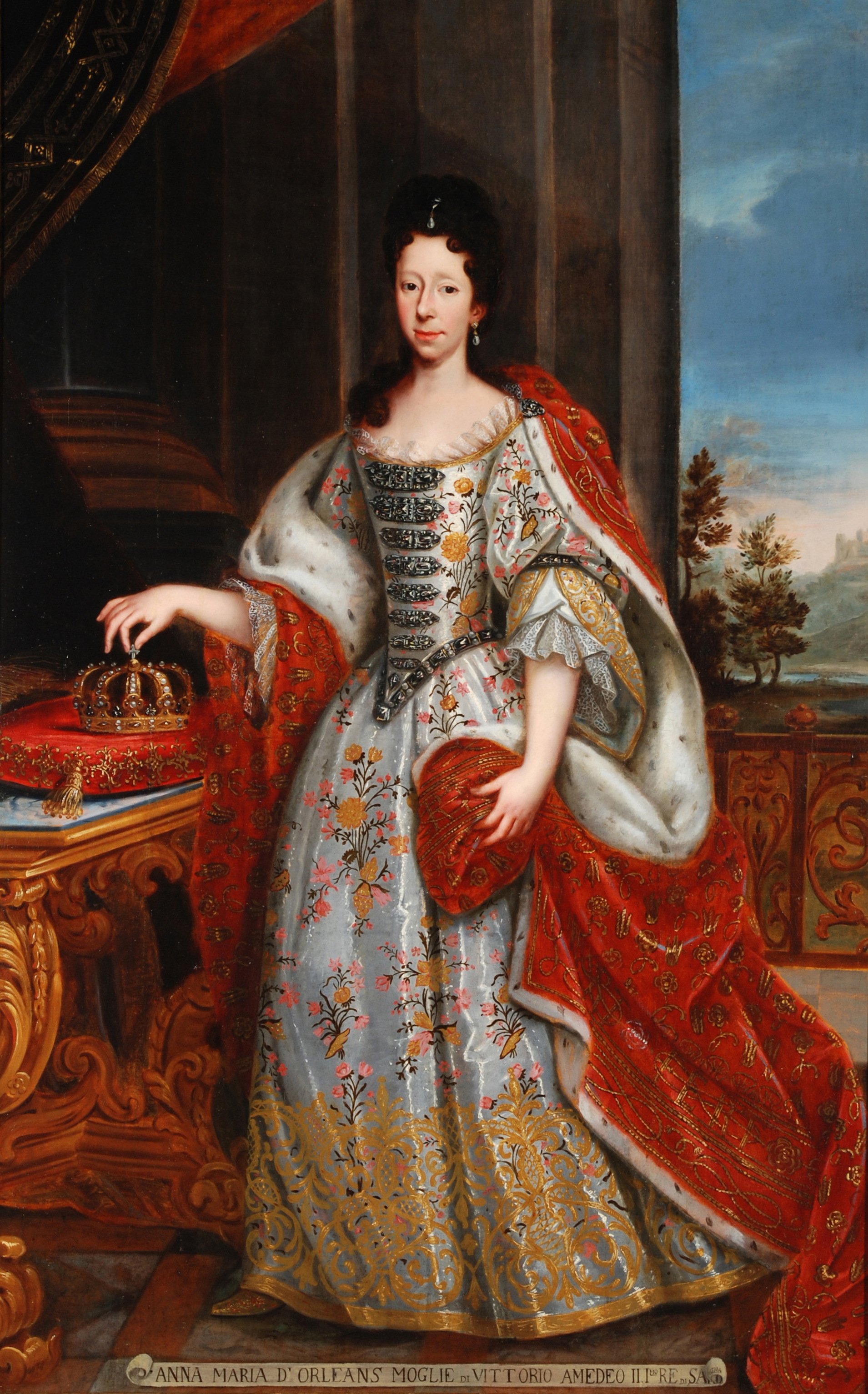
Anna Marie Orleánská jako sardinská královna, autor neznámý, 1720

Anna Marie se bez odporu podrobila státním zájmům a vůli svého strýce Ludvíka XIV., když dohodl její sňatek se savojským vévodou Viktorem Amadeem II. Toto dynastické spojení mělo těsněji připoutat savojské vévodství k francouzské koruně. Teprve osmnáctiletý ženich se nejprve tomuto sňatku bránil a svůj souhlas dal až po mimořádně dlouhém čase na rozmyšlenou, což ukázalo zřetelně, že jde o manželství uzavřené čistě z politického kalkulu. Gazette de France oznámil plánovaný sňatek dne 28. ledna roku 1684.
O tři měsíce později, 28. dubna 1684, se čtrnáctiletá Anna Marie provdala per procurationem (v zastoupení) v zámecké kapli ve Versailles. Ženicha zastoupil při obřadu celebrovaném kardinálem Emmanuelem Théodosem de la Tour d’Auvergne bratranec Anny Marie, mladý vévoda de Maine poté, co se den předtím uskutečnily oficiální zásnuby a byla podepsána svatební smlouva. V té bylo mimo jiné mladé nevěstě připsáno státní věno, které činilo 900 000 livrů, jimiž přispěl její královský strýc, a dále šperky v ceně 60 000 livrů z majetku jejího otce. K tomu obdržela Anna Marie 240 000 livrů jako věno své matky. Oproti tomu se zavázala vzdát se jakýchkoli nároků vůči svému otci a na možná práva z dědictví své matky. Ze strany savojského domu obdržela mladá nevěsta svatební dar v celkové ceně 220 000 livrů, včetně šperků, jež samotné měly cenu 80 000 livrů.
Ihned po svatebním obřadu odcestovala Anna Marie, doprovázená vybranými dvorními dámami, do Savojska. 6. května přibyla do Le Pont-de-Beauvoisin, malého místa na řece Guiers, jež tvoří hranici mezi provincií Dauphiné a savojským vévodstvím. Zde se setkala se svým ženichem poprvé osobně. V kapli zámku v Chambéry se pak uskutečnil svatební obřad za účasti obou snoubenců, jenž celebroval Étienne Le Camus, biskup z Grenoblu.

### Potomci
Z jejich manželství vzešlo šest potomků, tři dcery a tři synové, jen tři z nich však se dožili dospělého věku. Narození své první dcery teprve šestnáctiletá vévodkyně málem zaplatila životem, přesto ji i ostatní děti vzdor protokolu sama kojila, což v této době bylo v královských rodinách (a šlechtických rodinách obecně) zcela neobvyklé.
- 1. Marie Adelaide Savojská (6. 12. 1685 Turín – 12. 2. 1712 Versailles)[3]
⚭ 1697 Ludvík Francouzský (16. 8. 1682 Versailles – 18. 2. 1712 Marly-le-Roi), dauphin, vévoda burgundský[4]
- 2. Maria Anna Savojská (14. 8. 1687 Turín – 5. 8. 1690 tamtéž)[5]
- 3. Maria Luisa Gabriela Savojská (17. 9. 1688 Turín – 14. 2. 1714 Madrid)[6]
⚭ 1701 Filip V. Španělský (19. 12. 1683 Versailles – 9. 7. 1746 Madrid), král španělský v období od listopadu roku 1700 do ledna roku 1724 a poté od září roku 1724 až do své smrti[7]
- 4. Viktor Amadeus Savojský (6. 5. 1699 Turín – 22. 3. 1715 tamtéž), princ de Piemont[8]
- 5. Karel Emanuel III. (27. 4. 1701 Turín – 20. 2. 1773 tamtéž), král sardinský od roku 1730 až do své smrti[9]
I. ⚭ 1722 Anna Kristina Sulzbašská (5. 2. 1704 Sulzbach-Rosenberg – 12. 3. 1723 Turín), rodem falckraběnka sulzbašská[10]
II. ⚭ 1724 Polyxena Hesensko-Rotenburská (21. 9. 1706 Langenschwalbach – 13. 1. 1735 Turín)[11]
III. ⚭ 1737 Alžběta Tereza Lotrinská (15. 10. 1711 Lunéville – 3. 7. 1741 Turín)[12]
- 6. Emmanuel Philibert Savojský (*/† 1705), vévoda de Chablais[13]

### Smrt
Anna Marie zemřela o půl osmé ráno 26. srpna roku 1728 v Turíně, den před svými padesátými devátými narozeninami. Místo posledního odpočinku našla v bazilice Superga u Turína. Její manžel Viktor Emanuel II. abdikoval ve prospěch svého syna Karla Emanuela v roce 1730 a zemřel o dva roky později.
Princeznina nevlastní matka Liselotte ve své korespondenci popisovala Annu Marii jako „pravou počestnou kněžnu, velmi oduševnělou“. Ve svém 44 let trvajícím manželství stavěla svá přání a potřeby vždy až za přání svého muže. Tak dokázala bez reptání přijmout i dvanáct let trvající vztah svého manžela s Jeanne Baptiste d’Albert de Luynes, hraběnkou von Verrua.

### Jakobitské následnictví
Osoba Anny Marie Orleánské sehrála jistou roli i v turbulencích, jež vznikly kolem trůnu Anglie, Irska a Skotska poté, co z něj byl roku 1688 sesazen Jakub II. Stuart. Zastánci krále, tzv. jakobité, se snažili situaci s pomocí řady evropských panovnických domů, především Francie, zvrátit, ale bezúspěšně. V letech 1714–1720 byla nicméně Anna Marie možnou dědičkou práv k trůnu Anglie, Irska a Skotska, která tehdy držel Jakub František Stuart, jediný syn sesazeného krále a jeho druhé manželky Marie Beatrice d'Este; dědická práva na Annu Marii přešla 1. srpna roku 1714 po smrti jeho starší sestry z prvního otcova manželství Anny Stuartovny. Když se 31. prosince roku 1720 narodil syn tzv. Starého pretendenta (Jakuba Františka Stuarta), Karel Eduard Stuart, přešla tato práva na něj.
V roce 1807, téměř osmdesát let po smrti Anny Marie, zemřel v italském Frascati kardinál Jindřich Benedikt Stuart, jako katolický kněz bezdětný mladší bratr rovněž bezdětného Karla Eduarda a poslední potomek Jakuba II. Stuarta (obě jeho dcery z prvního manželství, Anna Stuartovna i Marie Henrietta Stuartovna, zemřely rovněž bez potomků). Jakobitští legitimisté shledali, že legitimním následníkem musí být nejstarší žijící potomek krále Karla I. Stuarta a jejich pretendentem se stal Karel Emanuel IV. Savojský, prapravnuk Anny Marie a Viktora Amadea II., jehož prohlásili Karlem IV., králem Anglie, Skotska a Irska. Podle Zákona o nástupnictví z roku 1701 však na britský trůn nesmí nastoupit osoba katolického vyznání; zákon přímo stanoví, že nárok na britský trůn mají jen protestantští potomci hannoverské kurfiřtky vdovy Žofie (1630–1714), nejmladší dcery ze čtrnácti dětí českého krále Fridricha Falckého a jeho manželky, anglické princezny Alžběty, dcery Karla I. Stuarta.

## Vývod z předků
|                      |                            |  |                               |                         |  |  |  |  |  |  |  | Antonín Navarrský |
|                      |                            |  |                               |                         |  |  |  |  |  |  |  |                   |
|                      | Jindřich IV. Francouzský   |  |                               |                         |  |  |  |  |  |  |  |                   |
|                      |                            |  |                               |                         |  |  |  |  |  |  |  |                   |
|                      |                            |  |                               | Jana III. Navarrská     |  |  |  |  |  |  |  |                   |
|                      |                            |  |                               |                         |  |  |  |  |  |  |  |                   |
|                      | Ludvík XIII.               |  |                               |                         |  |  |  |  |  |  |  |                   |
|                      |                            |  |                               |                         |  |  |  |  |  |  |  |                   |
|                      |                            |  |                               | František I. Medicejský |  |  |  |  |  |  |  |                   |
|                      |                            |  |                               |                         |  |  |  |  |  |  |  |                   |
|                      | Marie Medicejská           |  |                               |                         |  |  |  |  |  |  |  |                   |
|                      |                            |  |                               |                         |  |  |  |  |  |  |  |                   |
|                      |                            |  |                               | Johana Habsburská       |  |  |  |  |  |  |  |                   |
|                      |                            |  |                               |                         |  |  |  |  |  |  |  |                   |
|                      | Filip I. Orleánský         |  |                               |                         |  |  |  |  |  |  |  |                   |
|                      |                            |  |                               |                         |  |  |  |  |  |  |  |                   |
|                      |                            |  |                               | Filip II. Španělský     |  |  |  |  |  |  |  |                   |
|                      |                            |  |                               |                         |  |  |  |  |  |  |  |                   |
|                      | Filip III. Španělský       |  |                               |                         |  |  |  |  |  |  |  |                   |
|                      |                            |  |                               |                         |  |  |  |  |  |  |  |                   |
|                      |                            |  |                               | Anna Habsburská         |  |  |  |  |  |  |  |                   |
|                      |                            |  |                               |                         |  |  |  |  |  |  |  |                   |
|                      | Anna Rakouská              |  |                               |                         |  |  |  |  |  |  |  |                   |
|                      |                            |  |                               |                         |  |  |  |  |  |  |  |                   |
|                      |                            |  |                               | Karel II. Štýrský       |  |  |  |  |  |  |  |                   |
|                      |                            |  |                               |                         |  |  |  |  |  |  |  |                   |
|                      | Markéta Habsburská         |  |                               |                         |  |  |  |  |  |  |  |                   |
|                      |                            |  |                               |                         |  |  |  |  |  |  |  |                   |
|                      |                            |  |                               | Marie Anna Bavorská     |  |  |  |  |  |  |  |                   |
|                      |                            |  |                               |                         |  |  |  |  |  |  |  |                   |
| Anna Marie Orleánská |                            |  |                               |                         |  |  |  |  |  |  |  |                   |
|                      |                            |  |                               |                         |  |  |  |  |  |  |  |                   |
|                      |                            |  | Jindřich Stuart, lord Darnley |                         |  |  |  |  |  |  |  |                   |
|                      |                            |  |                               |                         |  |  |  |  |  |  |  |                   |
|                      | Jakub I. Stuart            |  |                               |                         |  |  |  |  |  |  |  |                   |
|                      |                            |  |                               |                         |  |  |  |  |  |  |  |                   |
|                      |                            |  |                               | Marie Stuartovna        |  |  |  |  |  |  |  |                   |
|                      |                            |  |                               |                         |  |  |  |  |  |  |  |                   |
|                      | Karel I. Stuart            |  |                               |                         |  |  |  |  |  |  |  |                   |
|                      |                            |  |                               |                         |  |  |  |  |  |  |  |                   |
|                      |                            |  |                               | Frederik II. Dánský     |  |  |  |  |  |  |  |                   |
|                      |                            |  |                               |                         |  |  |  |  |  |  |  |                   |
|                      | Anna Dánská                |  |                               |                         |  |  |  |  |  |  |  |                   |
|                      |                            |  |                               |                         |  |  |  |  |  |  |  |                   |
|                      |                            |  |                               | Žofie Meklenburská      |  |  |  |  |  |  |  |                   |
|                      |                            |  |                               |                         |  |  |  |  |  |  |  |                   |
|                      | Henrietta Anna Stuartovna  |  |                               |                         |  |  |  |  |  |  |  |                   |
|                      |                            |  |                               |                         |  |  |  |  |  |  |  |                   |
|                      |                            |  |                               | Antonín Navarrský       |  |  |  |  |  |  |  |                   |
|                      |                            |  |                               |                         |  |  |  |  |  |  |  |                   |
|                      | Jindřich IV. Francouzský   |  |                               |                         |  |  |  |  |  |  |  |                   |
|                      |                            |  |                               |                         |  |  |  |  |  |  |  |                   |
|                      |                            |  |                               | Jana III. Navarrská     |  |  |  |  |  |  |  |                   |
|                      |                            |  |                               |                         |  |  |  |  |  |  |  |                   |
|                      | Henrietta Marie Bourbonská |  |                               |                         |  |  |  |  |  |  |  |                   |
|                      |                            |  |                               |                         |  |  |  |  |  |  |  |                   |
|                      |                            |  |                               | František I. Medicejský |  |  |  |  |  |  |  |                   |
|                      |                            |  |                               |                         |  |  |  |  |  |  |  |                   |
|                      | Marie Medicejská           |  |                               |                         |  |  |  |  |  |  |  |                   |
|                      |                            |  |                               |                         |  |  |  |  |  |  |  |                   |
|                      |                            |  |                               | Johana Habsburská       |  |  |  |  |  |  |  |                   |
|                      |                            |  |                               |                         |  |  |  |  |  |  |  |                   |